# Droß
Droß je obec v Rakousku ve spolkové zemi Dolní Rakousy v okrese Kremže.

## Geografie

### Geografická poloha
Droß se nachází ve spolkové zemi Dolní Rakousy v regionu Waldviertel. Leží 6 km severně od okresního města Kremže. Prochází tudy silnice B37, která vede z Rastenfeldu přes Gföhl do Kremže. Rozloha území obce činí 10,26 km².

### Městské části
Území obce Droß se skládá ze dvou částí (v závorce uveden počet obyvatel k 1. 1. 2015):
- Droß (928)
- Droßeramt (26)

### Sousední obce
- na severu: Lengenfeld
- na východu: Stratzing
- na jihu: Senftenberg
- na západu: Gföhl

### Náboženství
| římskokatolické: | 91 %  |
| bez vyznání:     | 6 %   |
| evangelické:     | 1 %   |
| islám:           | 0,8 % |
| ortodoxní:       | 0,4 % |
| jiné:            | 0,4 % |
| neznámo:         | 0,4 % |

## Politika

### Obecní zastupitelstvo
Obecní zastupitelstvo se skládá z 15 členů. Od komunálních voleb v roce 2015 zastávají následující strany tyto mandáty:
- 9 ÖVP
- 4 FPÖ
- 2 SPÖ

### Starosta
Nynějším starostou obce Droß je Andreas Neuwirth ze strany ÖVP.

### Partnerství měst
- Fatima, Portugalsko

## Osobnosti
- Franz Krenn (1816–1897), skladatel
- Jean-Jacques Langendorf (* 1938), švýcarský historik a spisovatel, bydlel se svou rodinou na zámku Droß.

## Galerie

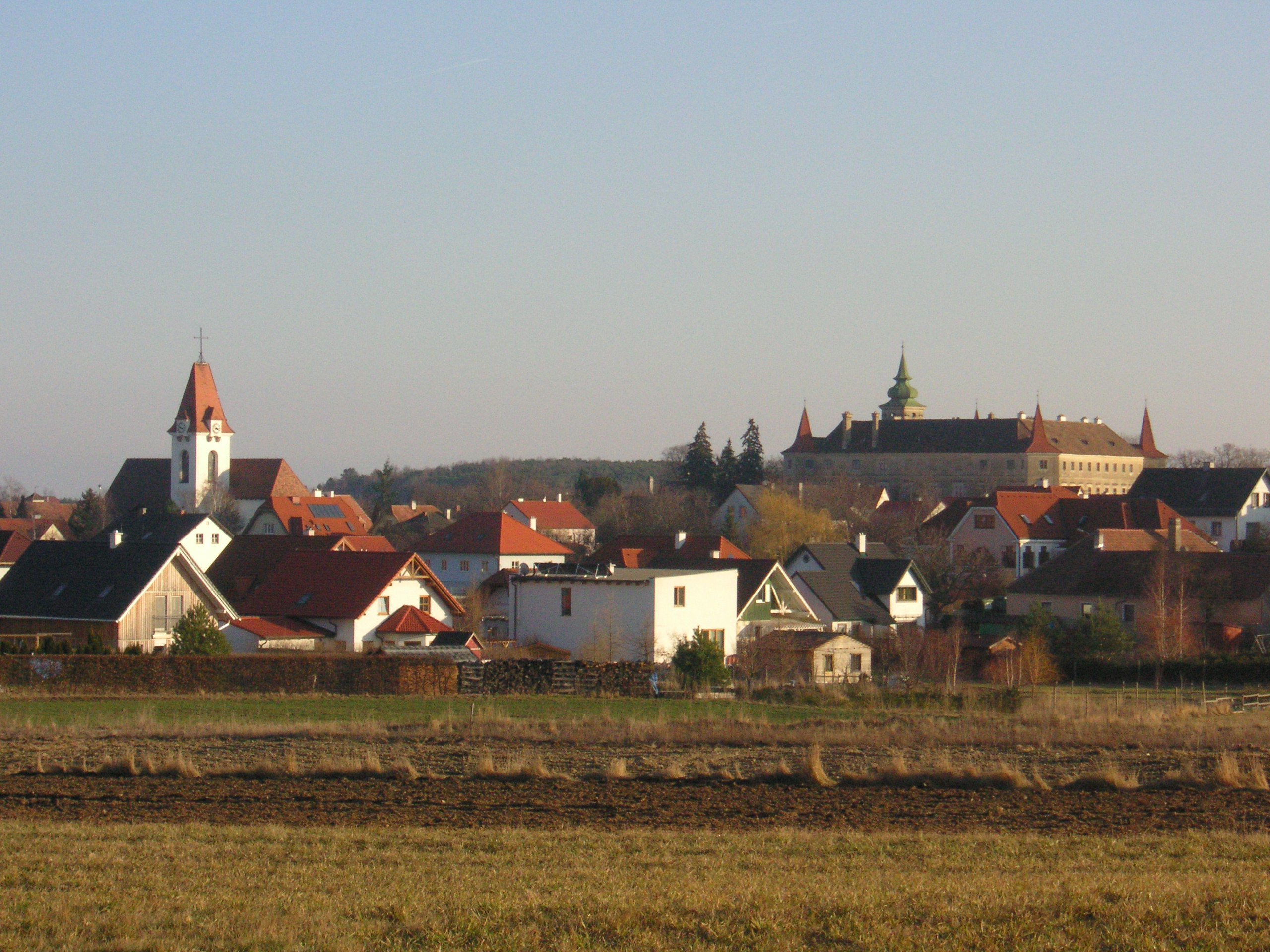
Droß od západu
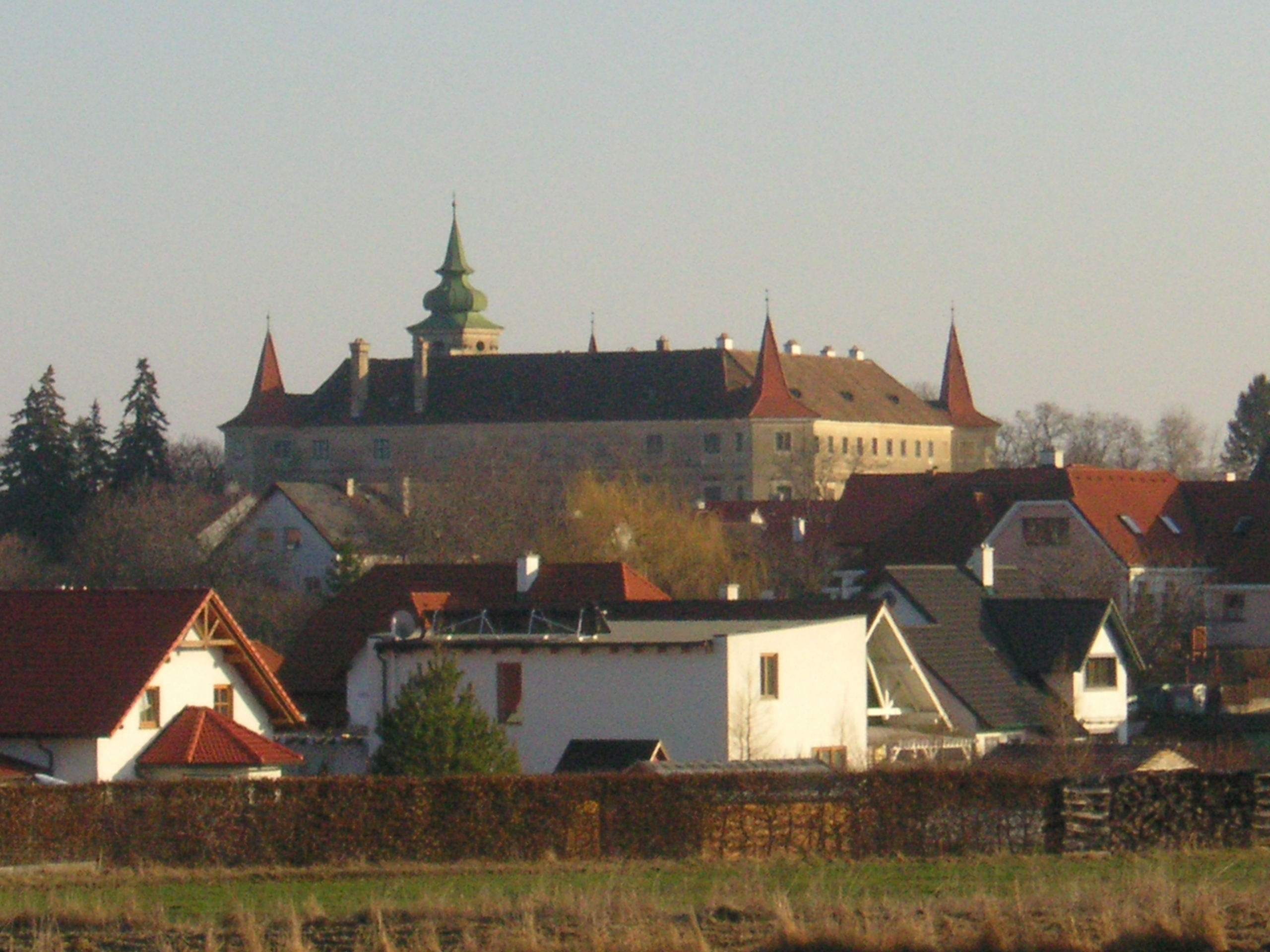
Zámek v Droßu
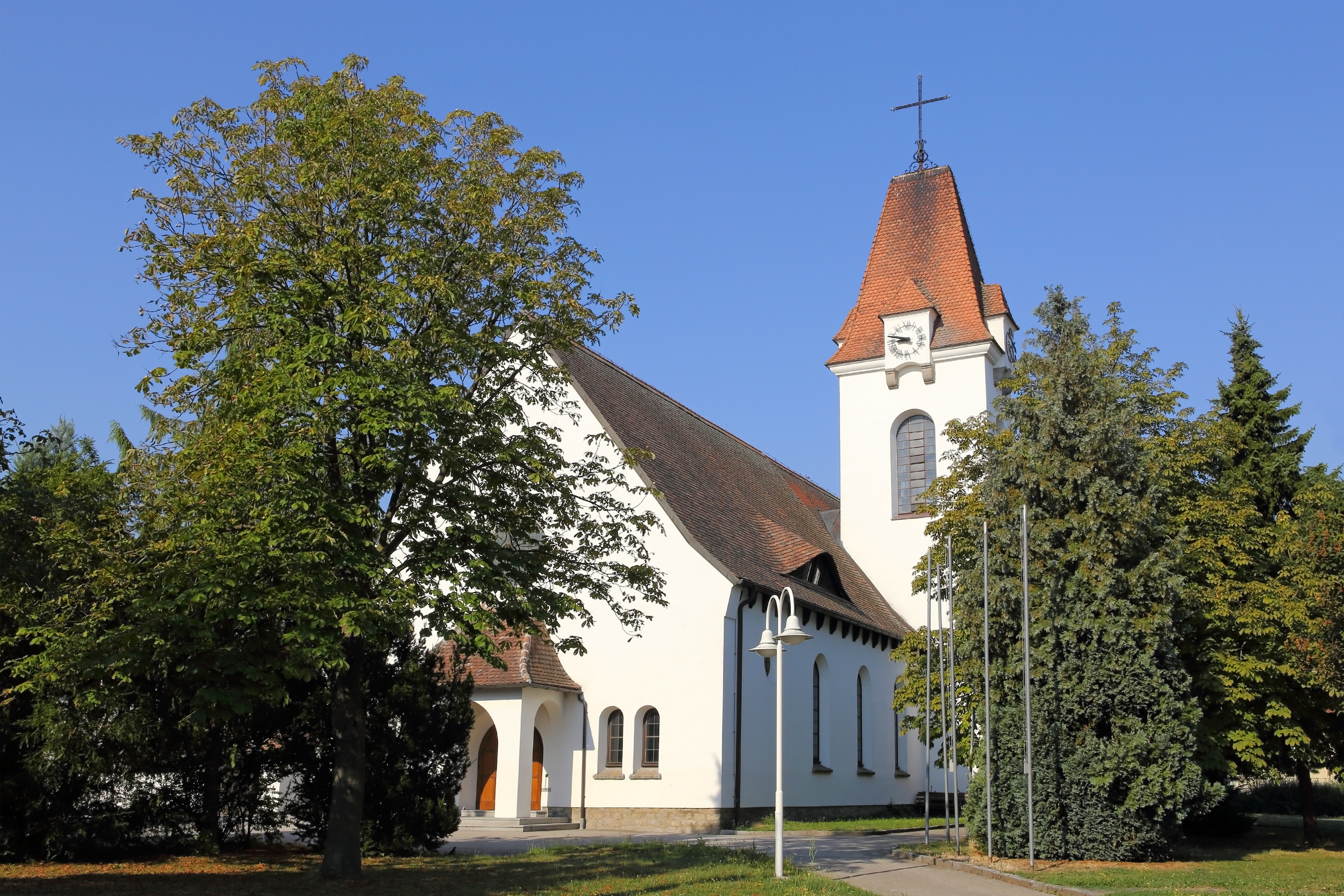
Poutní kostel Panny Marie Fatimské v Droßu
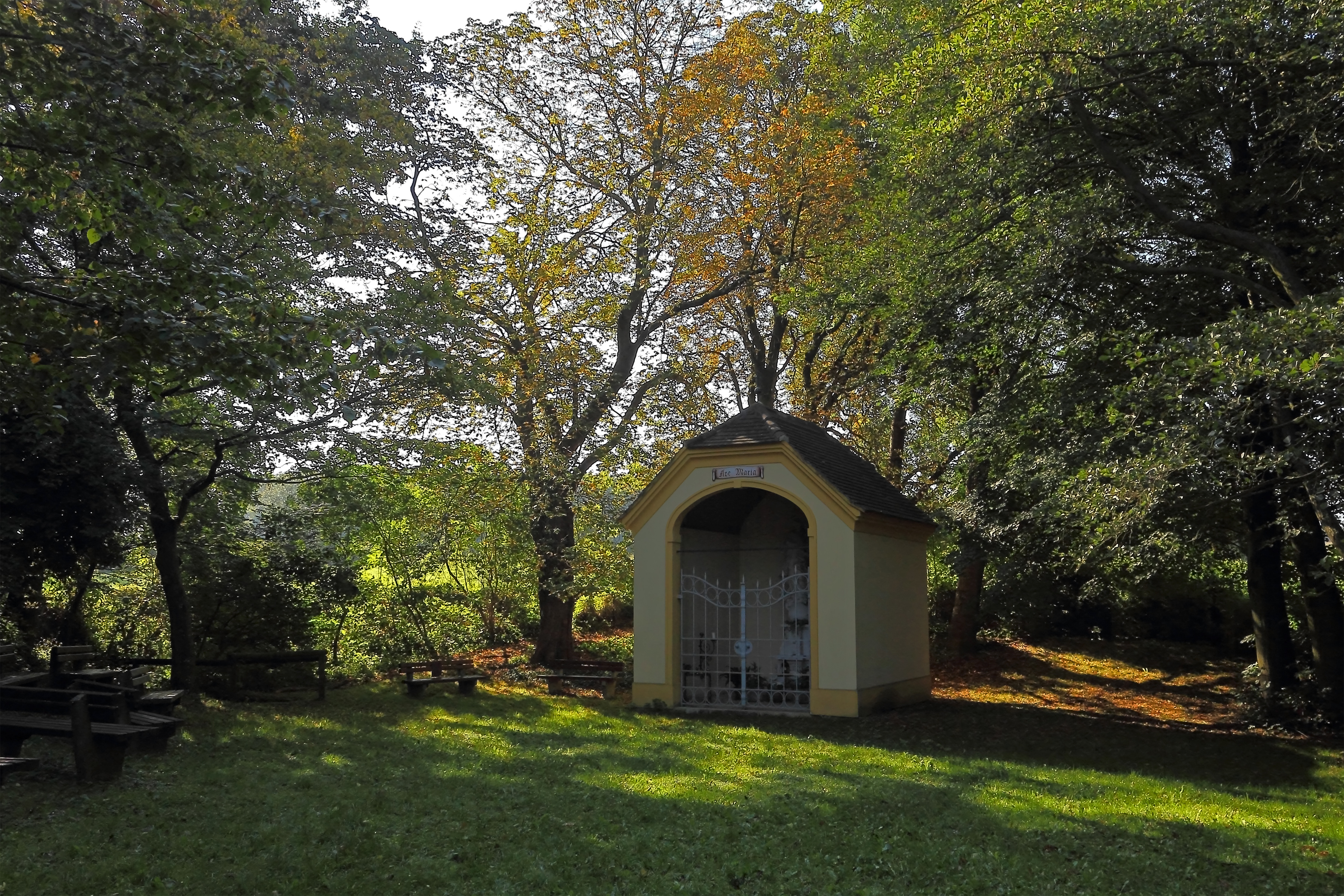
Kaplička mezi Droßem a Lengenfeldem
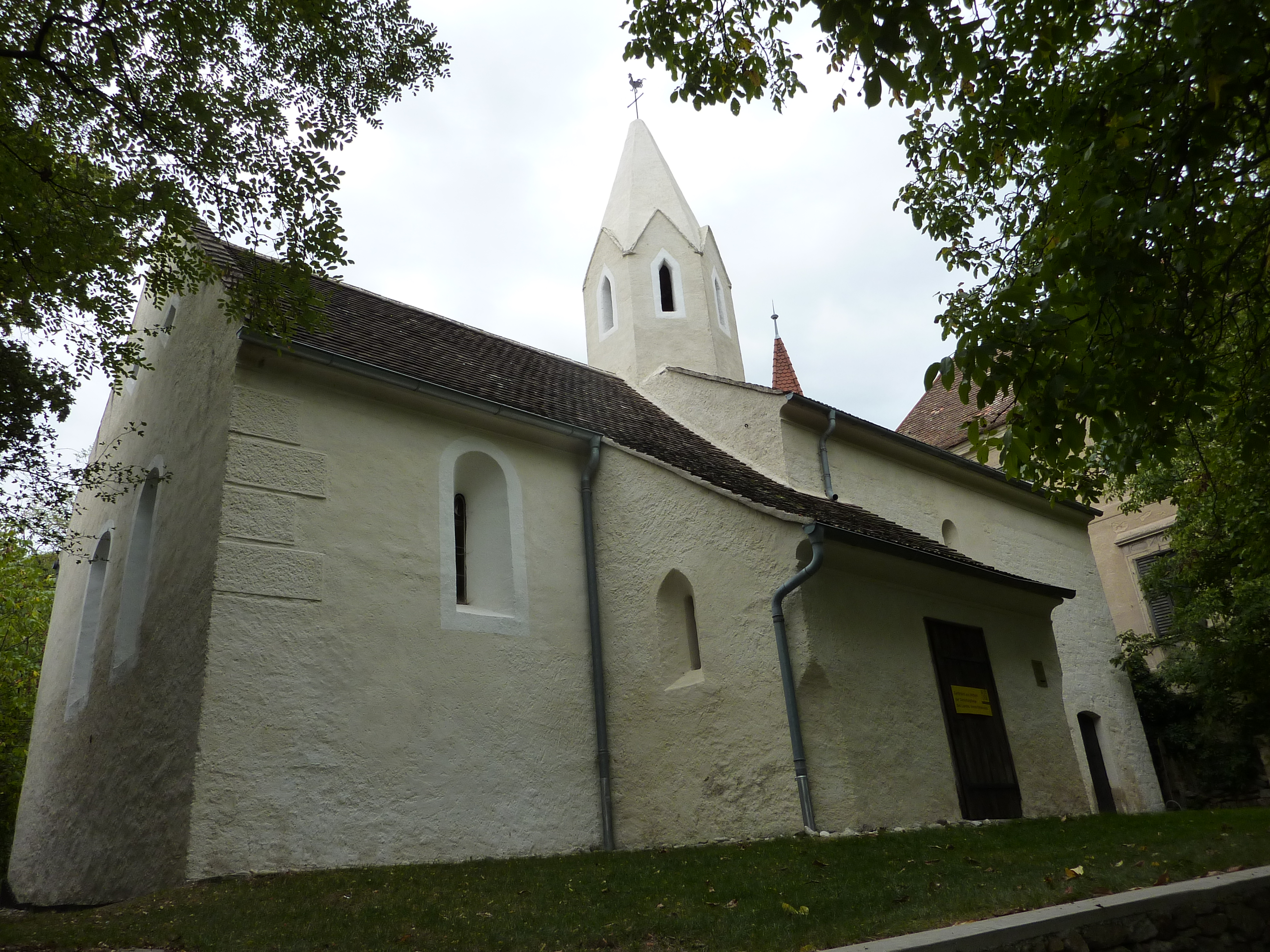
Zámecká kaple v Droßu
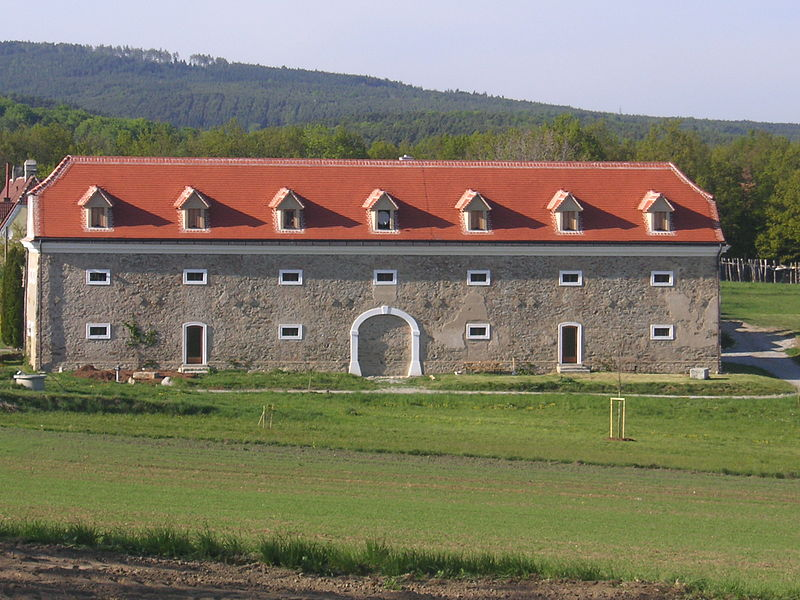
Sýpka v Droßu
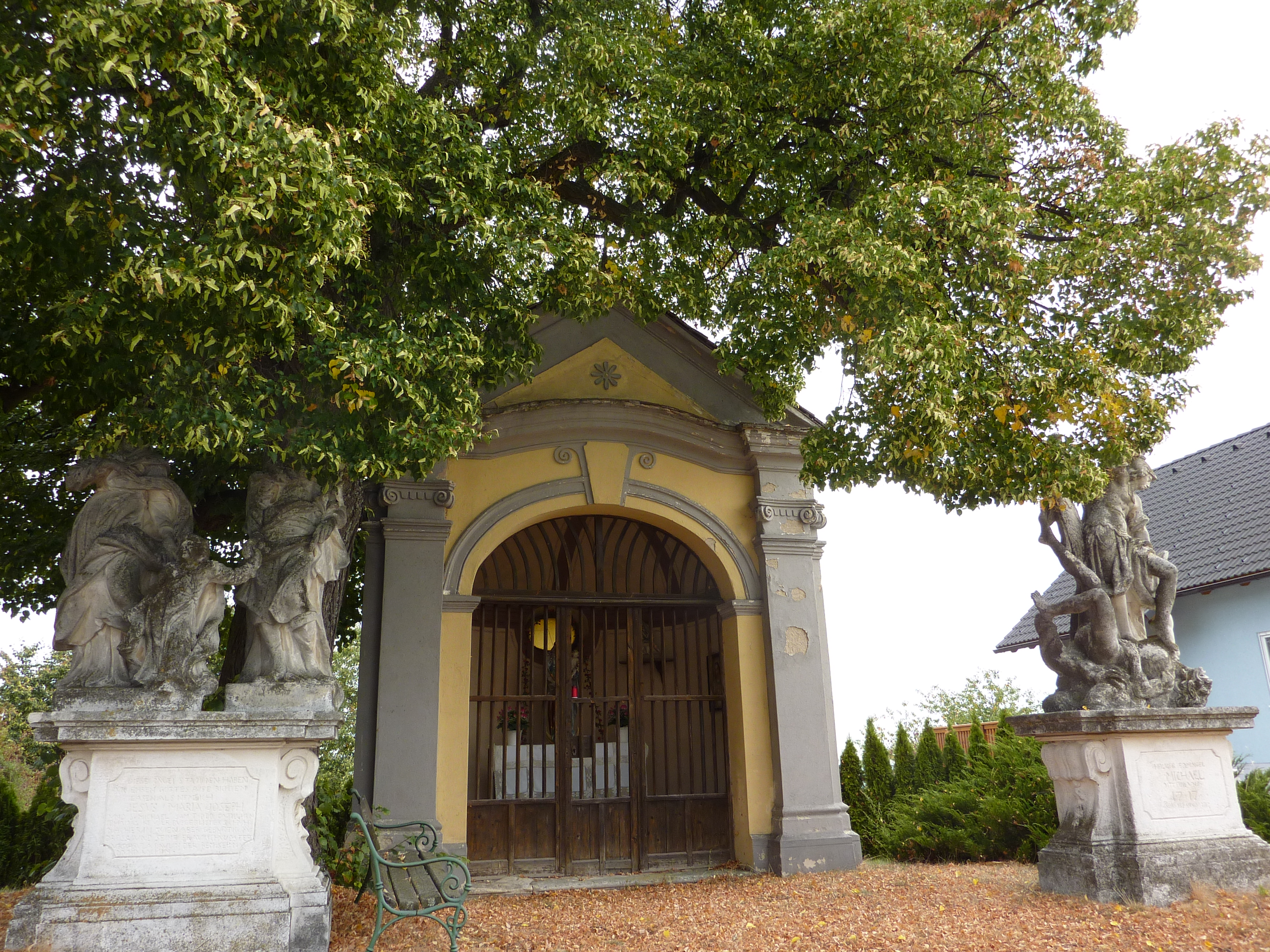
Kaplička v Droßu
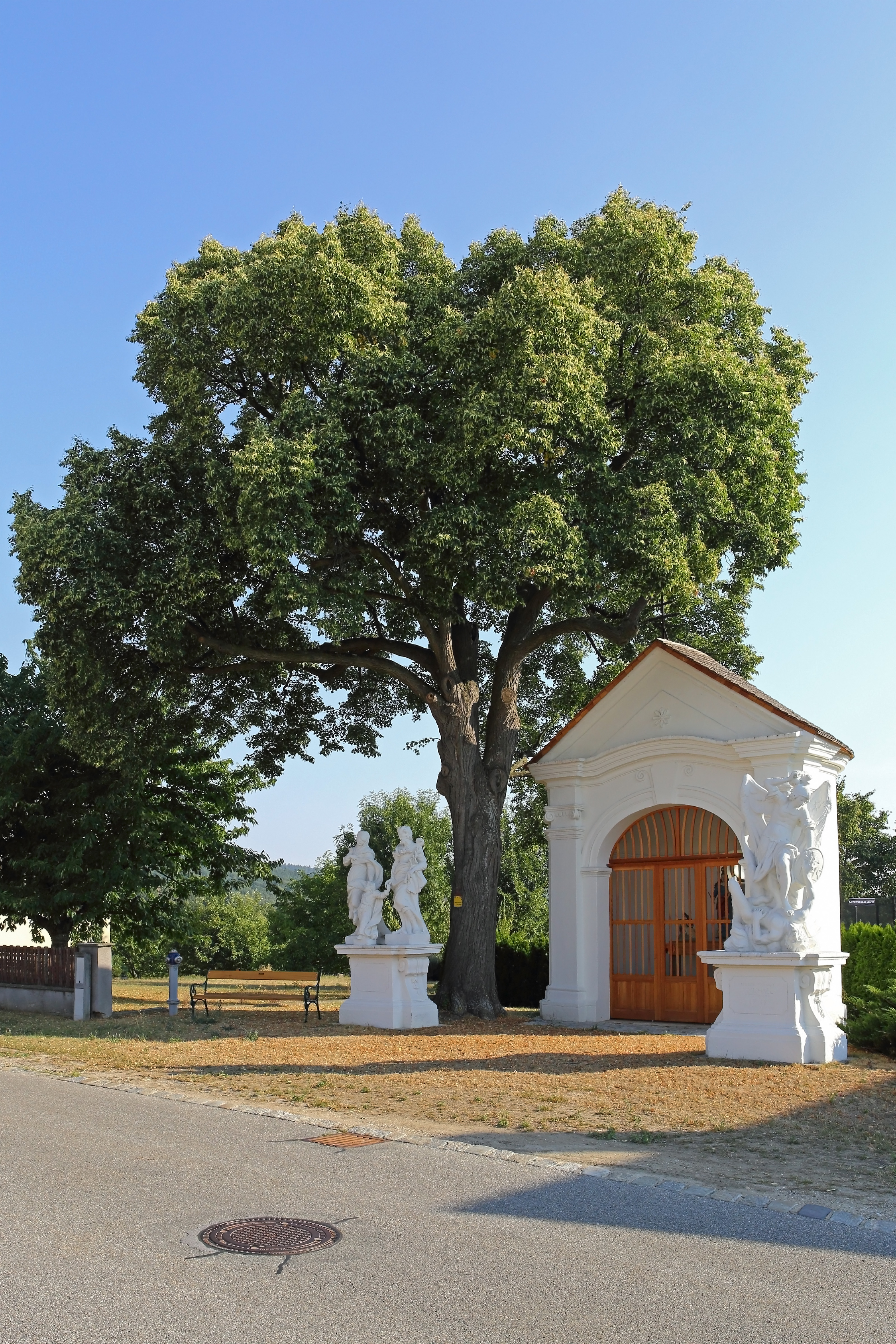
Kaplička v Droßu